# Spilomyia
Spilomyia  (лат.) — род мух-журчалок из подсемейства Eristalinae.

## Описание
Крупные мухи похожие на складчатокрылых ос. Длина тела от 10 до 24 мм. Глаза без волосков. Грудь с рисунком из жёлтых пятен и полос. Бёдра задних ног слегка утолщённые и изогнутые. Перед вершиной на нижней стороне бёдер имеется зубец.

## Биология
Личинки развиваются в трухлявой древесине и дуплах деревьев.

## Виды
Виды рода:
- Spilomyia alcimus (Walker, 1849)
- Spilomyia citima Vockeroth, 1958
- Spilomyia crandalli Curran, 1951
- Spilomyia digitata (Róndani, 1865)
- Spilomyia diophthalma (Linnaeus, 1758)
- Spilomyia foxleei Vockeroth, 1958
- Spilomyia fusca Loew, 1864
- Spilomyia graciosa Violovitsh, 1985
- Spilomyia interrupta Williston, 1882
- Spilomyia kahli Snow, 1895
- Spilomyia liturata Williston, 1887
- Spilomyia longicornis Loew, 1872
- Spilomyia manicata (Róndani, 1865)
- Spilomyia maxima Sack, 1910
- Spilomyia saltuum (Fabricius, 1794)
- Spilomyia sayi (Goot, 1964)
- Spilomyia triangulata van Steenis, 2000